# Matti Nykänen
Matti Nykänen (n. 17 iulie 1963, Jyväskylä, Finlanda – d. 4 februarie 2019, Joutseno, Carelia de Sud, Finlanda) a fost un săritor cu schiurile ce a reprezentat Finlanda, medaliat olimpic. A participat la 2 ediții ale Jocurilor Olimpice (1984, 1988) în care a câștigat 4 medalii de aur și o medalie de argint.